# Matthew Haanappel
Matthew "Matt" Anthony Haanappel, OAM (nascido em 21 de maio de 1949) é um nadador paralímpico australiano. Nos Jogos Paralímpicos de Verão de 2012 em Londres, Haanappel obteve a medalha de ouro no 4x100 metros livre e a medalha de bronze no 4x100 metros medley (34 pontos). Competiu em seis provas da natação nos Jogos Paralímpicos da Rio 2016 e encerrou a participação sem medalhar. No Campeonato Mundial de Natação Paralímpico de 2013, realizado em Montreal, no Canadá, Haanappel conquista o bronze nos 100 metros livre, da categoria S6.

## Detalhes
Haanappel nasceu em Wantirna, no estado australiano de Vitória, no ano de 1994. Reside em Croydon Hills, Vitória, desde 2015.
O atleta tem paralisia cerebral do tipo hemiplegia à direita.